# Jorat-Mézières
Jorat-Mézières é uma comuna da Suíça, situada no distrito do Lavaux-Oron, no cantão de Vaud. Tem 11,07 km² de área e sua população em 2018 foi estimada em 2.873 habitantes.